# Samalut
Samālūṭ (in arabo سمالوط‎?) è una città del Governatorato di Minya in Egitto situata sulla sponda occidentale del  Nilo.

## Descrizione
Presso Samalut vi è il monastero copto-ortodosso della Vergine Maria, sul Gebel al-Tayr,
un importante sito di pellegrinaggio cristiano.
La chiesa di Samalut è stata edificata dall'Imperatrice Elena, madre di Costantino il Grande, nel 328, su uno dei siti tradizionalmente additati come luoghi in cui la Sacra Famiglia soggiornò nella sua fuga verso l'Egitto.